# Fronteira Chéquia–Polónia
A fronteira entre a Polônia e a Chéquia é uma linha de 658 km de extensão, sentido noroeste-sudeste, que separa o sudoeste da Polônia (Silésia) do leste da República Checa. No noroeste, na altura do paralelo 51 N, faz tríplice fronteira dos dois países com a Alemanha. Indo para o sudeste passa nas proximidades do monte Sniejka (República Checa), de Jawor e Swidnica (Pol.) e de Ostrava (República Checa). No seu extremo leste a tríplice fronteira é com a Eslováquia, a qual já formou uma única nação com a Chéquia.
Ambos países foram objeto de grandes variações em seus territórios, em suas fronteiras, desde o século XIX. Ocorreram as  duas Grandes Guerras do Século XX, houve a dissolução do Império Austro-Húngaro em 1918. A Tchecoslováquia se dividiu, em 1992, em Chéquia e Eslováquia. A Polônia se deslocou em cerca de 200 km de leste para oeste entre 1795 e 1945. 
1. ↑  Almanaque Abril - Mundo - 2006.